# Jonna Sundlingová
Jonna Sundlingová, nepřechýleně Jonna Sundling (* 28. prosince 1994 Umeå) je švédská běžkyně na lyžích. V běhu na lyžích je olympijskou vítězkou a sedminásobnou mistryní světa.

## Sportovní kariéra
Jonna Sundling se narodila v Umeå. Jejími rodiči jsou Stefan Sundling (učitel) a Marie Sundlingová, rozená Nilssonová, Jonna je nejstarší z pěti sourozenců, dalšími jsou Vanessa, Lizette, Isak a Tea-lovela. Vyrůstala v Tvärålundu, který má pouze tři sta obyvatel, leží 40 severozápadně od Umeå a je součástí obce Vindeln. Závodit v běhu na lyžích začala v klubu Tvärålunds IF. Odtud zamířila do IFK Umeå a zároveň nastoupila na lyžařské gymnázium v Lycksele, kde ji trénovala tehdejší trenérka švédské juniorské reprezentace Cathrine Engmanová. Prvním mezinárodním podnikem v juniorské kariéře Sundlingové bylo mistrovství světa juniorů v Erzurumu 2012, kde dosáhla na čtvrté místo ve sprintu a získala stříbrnou medaili ve štafetovém závodě. O rok později na juniorském šampionátu v Liberci skončila sedmá ve sprintu, šestá v běhu na 5 km volně a ve štafetě byla členkou vítězného týmu. Na svém posledním mistrovství světa juniorů ve Val di Fiemme 2014 vyhrála zlato ve sprintu a zopakovala si zlatou medaili ve štafetě. Na základě těchto úspěchů jí trenér Rikard Grip v dubnu 2014 zařadil do reprezentačního A-týmu.
Podle lyžařské expertky Johanny Ojalové, která Jonnu vedla v juniorské reprezentaci, doplatila Jonna ve své první seniorské sezóně na přetrénování, trénovala příliš mnoho a v intenzitě, která byla na její tehdejší schopnosti přehnaná. Kvůli častým nemocem ve Světovém poháru debutovala až v závěru sezóny – 15. února 2015 v Östersundu, kde v běhu na 10 km volně skončila na 53. místě. V dalším závodě v Lahti se však už probojovala do první desítky – ve volném sprintu dojela sedmá.
Opakující se onemocnění jí sužovala i v sezóně 2015/2016, v níž startovala v 6 závodech Světového poháru, nejlépe dojela na 8. místě ve volném sprintu v Davosu. Vrcholem sezóny pro ní bylo Mistrovství světa do 23 let 2016 v Rašnově, kde se stala světovou šampionkou ve sprintu.
Výborně se jí vydařil vstup do sezóny 2016/17 – nejprve si na Lillehammer Tour 2016 výrazně zlepšila kariérní maximum v distančních závodech (na 5 km volně byla 18. a na 10 km klasicky 14.) a poté se v Davosu poprvé v kariéře probojovala do finále sprintu, v němž obsadila celkové 4. místo. Postup do finále zopakovala ještě ve sprintu ve Falunu, který dokončila na šestém místě. Byla nominována na Mistrovství světa 2017 v Lahti, ale onemocněla a trenér Rikard Grip ji nahradil Annou Dyvikovou. Ve snaze vyřešit své zdravotní potíže, absolvovala operaci mandlí.
V první polovině olympijské sezóny 2017/18 se však nadále potýkala s nemocemi, což ovlivnilo její výsledky v závodech před olympiádou a ona nebyla na ZOH v Pchjongčchangu nominována. Její forma se začala zlepšovat až v posledních závodech sezóny – v Lahti a v Drammenu se umístila v bodované třicítce a ve Falunu ve tříetapovém Finále Světového poháru nejprve ve sprintu 2. místem poprvé v kariéře dosáhla medailového umístění a potom v běhu na 10 km volně 9. místem zlepšila své kariérní maximum v distančních závodech.
Letní přípravu na sezónu 2018/2019 jí narušily bolesti žaludku a nebylo jisté, zda bude dobře připravena na zahájení sezóny. V prvních dvou závodech v Ruce nestartovala, ale v následujícím sprintu v Lillehammeru, který byl zároveň první etapou trojdílné Lillehammer Tour 2018, poprvé v kariéře zvítězila, když ve finiši porazila Stinu Nilssonovou. Vynechala Tour de Ski, aby byla v dobré formě na šampionátu. V lednu v Drážďanech obsadila ve sprintu 3. místo, když Švédky v tomto závodě kompletně obsadily stupně vítězů – zvítězila Nilssonová a druhá byla Dahlqvistová. Kromě nachlazení, které prodělala v polovině ledna, se v sezóně těšila dobrému zdraví. Svými výkony si tak zajistila svoji první účast na Mistrovství světa. Na šampionátu v rakouském Seefeldu nastoupila pouze ve sprintu volnou technikou. Při něm šla za svým snem o medaili, probojovala se až do finále, v němž se tři sta metrů před cílem dostala do kontaktu s krajankou Majou Dahlqvistovou, při pádu zlomila tyč a dojela zklamaná na 4. místě. Formu si udržela i při finále Světového poháru v Québecu – ve sprintu dojela třetí a Švédky znovu obsadily pódium ve stejném pořadí jako v Drážďanech, v běhu na 10 km klasicky vyrovnala 9. místem své distanční maximum z předchozí sezóny a po stíhacím závodě na 10 km volně skončila celkově v tříetapovém závodě na 6. místě.
V běhu na lyžích je hlavně specialistka na sprinterské tratě. Soutěží za lyžařský klub v Piteå.

## Výsledky

### Výsledky ve Světovém poháru
| Sezóna  | Věk | Sezónní výsledky | Sezónní výsledky | Sezónní výsledky | Sezónní výsledky | Výsledky na Ski Tour | Výsledky na Ski Tour | Výsledky na Ski Tour | Výsledky na Ski Tour |
| Sezóna  | Věk | Celkově          | Distance         | Sprinty          | U23              | Nordic Opening       | Tour de Ski          | WC Final             | Ski Tour Kanada      |
| ------- | --- | ---------------- | ---------------- | ---------------- | ---------------- | -------------------- | -------------------- | -------------------- | -------------------- |
| 2014/15 | 20  | 83.              | —                | 43.              | 11.              | —                    | —                    | —                    | —                    |
| 2015/16 | 21  | 55.              | —                | 34.              | 9.               | —                    | —                    | —                    | —                    |
| 2016/17 | 22  | 38.              | 56.              | 25.              | 4.               | 16.                  | —                    | —                    | —                    |
| 2017/18 | 23  | 34.              | 48.              | 25.              | —                | 44.                  | —                    | 9.                   | —                    |
| 2018/19 | 24  | 17.              | 30.              | 9.               | —                | 14.                  | —                    | 6.                   | —                    |
| 2019/20 | 25  | 11.              | 24.              | 2.               | —                | 17.                  | 14.                  | —                    | —                    |
| 2020/21 | 26  | 18.              | 31.              | 7.               | —                | 12.                  | 25.                  | —                    | —                    |
| 2021/22 | 27  | 9.               | 13.              | 3.               | —                | —                    | —                    | —                    | —                    |
| 2022/23 | 28  | 13.              | 26.              | 5.               | —                | —                    | —                    | —                    | —                    |
| 2023/24 | 29  | 6.               | 12.              | 3.               | —                | —                    | 5.                   | —                    | —                    |

### Výsledky na OH
| Rok  | Věk | 10 km | 15 km skiatlon | 30 km hromadný start | sprint | 4 × 5 km štafeta | sprint dvojic |
| ---- | --- | ----- | -------------- | -------------------- | ------ | ---------------- | ------------- |
| 2022 | 27  | —     | —              | 4.                   | 1.     | 3.               | 2.            |

### Výsledky na MS
| Rok  | Věk | 10 km | 15 km skiatlon | 30 km hromadný start | sprint | 4 × 5 km štafeta | sprint dvojic |
| ---- | --- | ----- | -------------- | -------------------- | ------ | ---------------- | ------------- |
| 2019 | 24  | —     | —              | —                    | 4.     | —                | —             |
| 2021 | 26  | —     | —              | —                    | 1.     | 6.               | 1.            |
| 2023 | 28  | 21.   | —              | —                    | 1.     | —                | 1.            |
| 2025 | 30  | —     | 3.             | —                    | 1.     | 1.               | 1.            |